# 圖茲雷 (別爾哥羅德-德涅斯特羅夫斯基區)

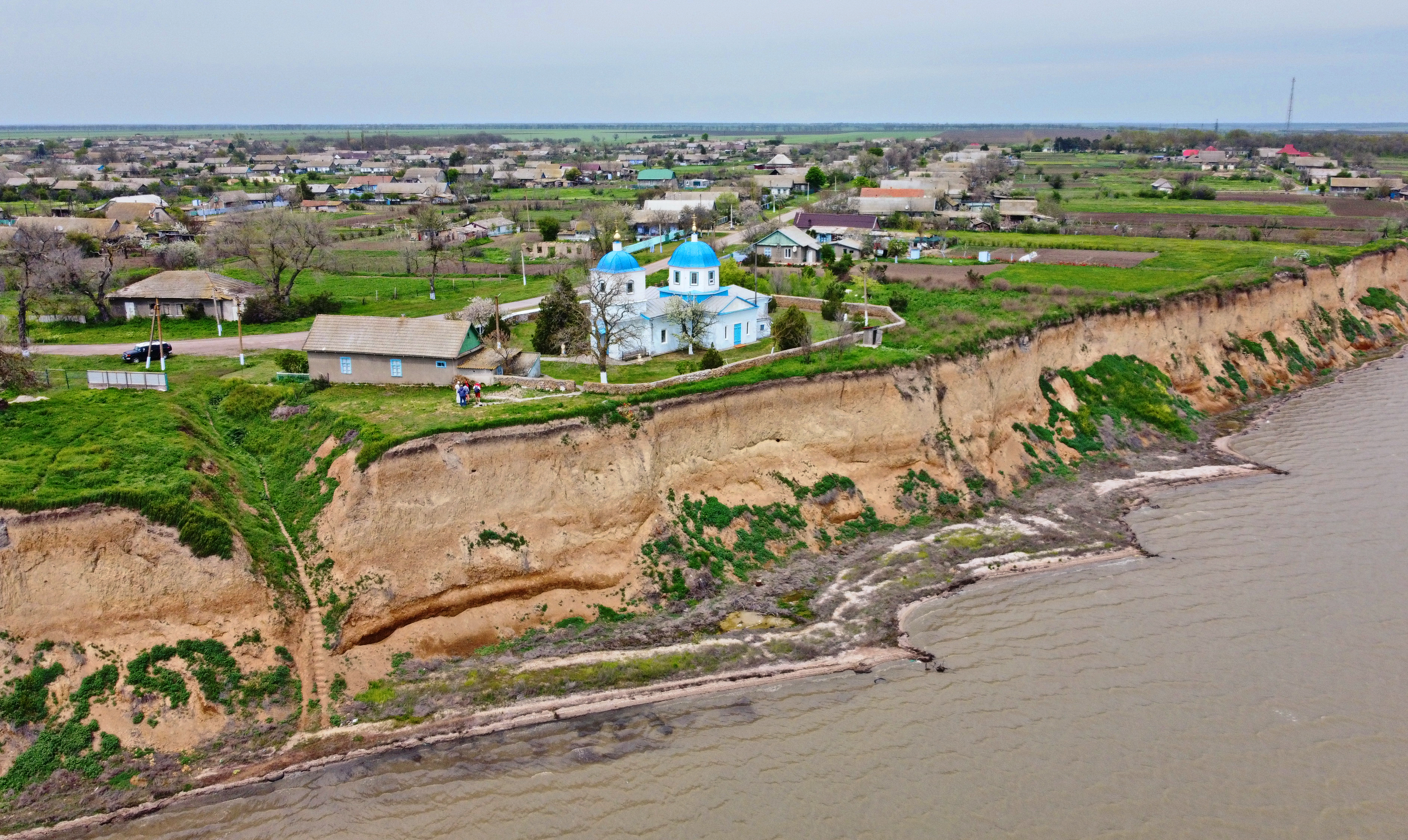
村庄全景图

圖茲雷（羅馬化：Tuzly）是位於烏克蘭西南部的村莊，由敖德萨州裡別爾哥羅德-德涅斯特羅夫斯基區的圖茲雷市鎮負責管轄，並為該市鎮的行政中心。該村始建於1787年，面積2.22平方公里，海拔高度14米，2001年人口1,914，人口密度每平方公里862.16人。